# Steinerne Agnes

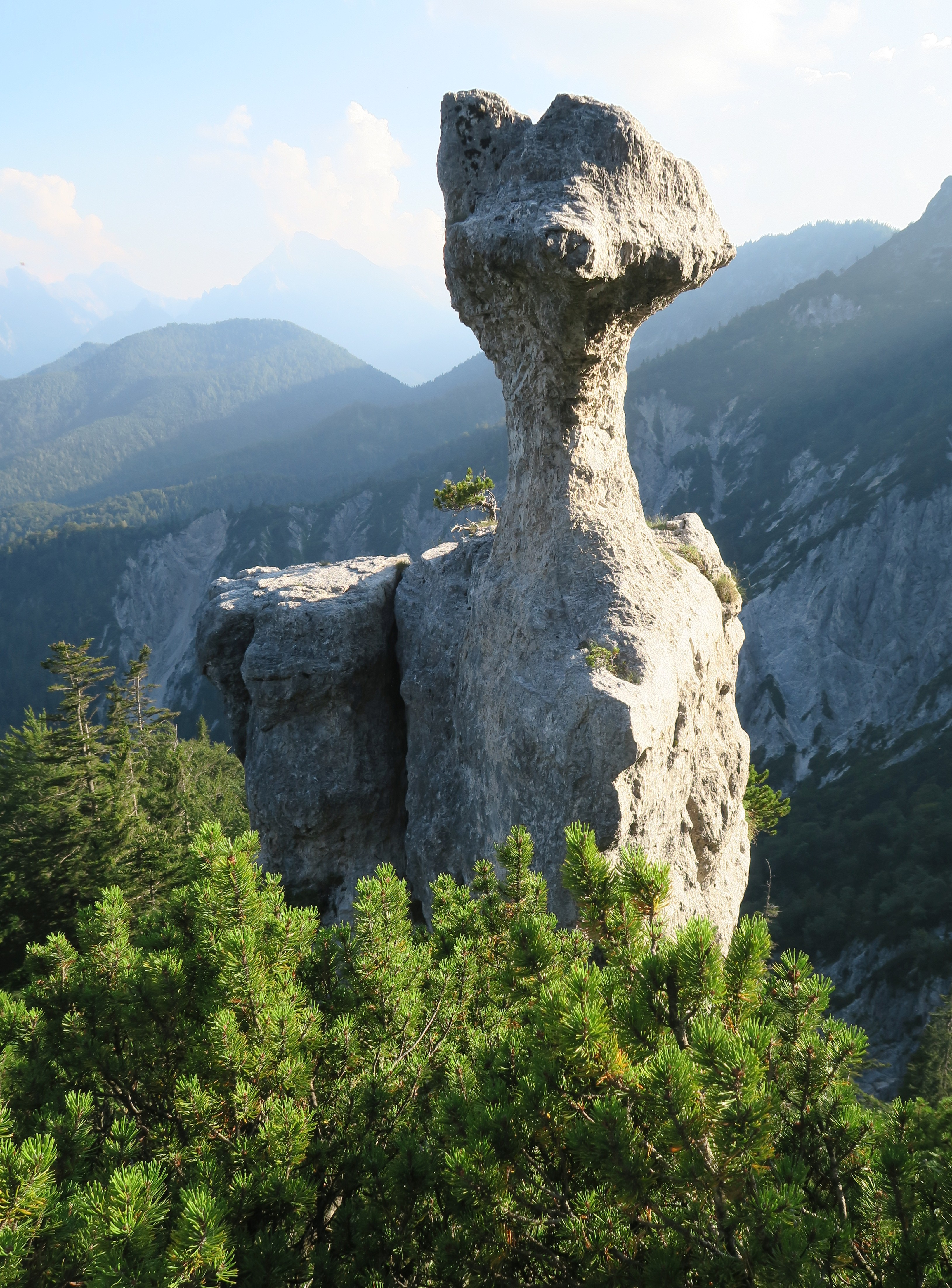
Steinerne Agnes, Bergseite

Die Steinerne Agnes ist eine bizarre Felsform am Dreisesselberg im Lattengebirge in den Berchtesgadener Alpen. Auf alten Karten findet sich die Bezeichnung Steinerne Sennerin.

## Beschreibung und Geologie
Die Felsformation am Südabhang des Keilkopfes im Lattengebirge liegt ca. 1305 m ü. NHN in der Gemarkung Bischofswiesener Forst der Gemeinde Bischofswiesen. Der Felszacken ist talseitig etwa 15 Meter hoch und besteht aus Ramsaudolomit. Dieses Gestein entstand in der Mittleren (Ladin) und Oberen Trias (Karnium und Norium) vor ungefähr 242 bis 208 Millionen Jahren durch die Sedimentation in einem tropischen Flachmeer. In Lagunen, die vom offenen Meer abgeschnitten sind, wird das Kalzium von Magnesium ersetzt, und es entsteht Dolomit. Die Schichten weisen verschiedene Resistenz gegenüber der Verwitterung auf.  Wenn sie nicht durch die Gebirgsauffaltung gekippt werden, sind weichere Schichten (der dünne „Hals“ der Steinernen Agnes) von härteren, darüberliegenden (der „Kopf“) geschützt, was die Bildung von Pilzfelsen begünstigt.

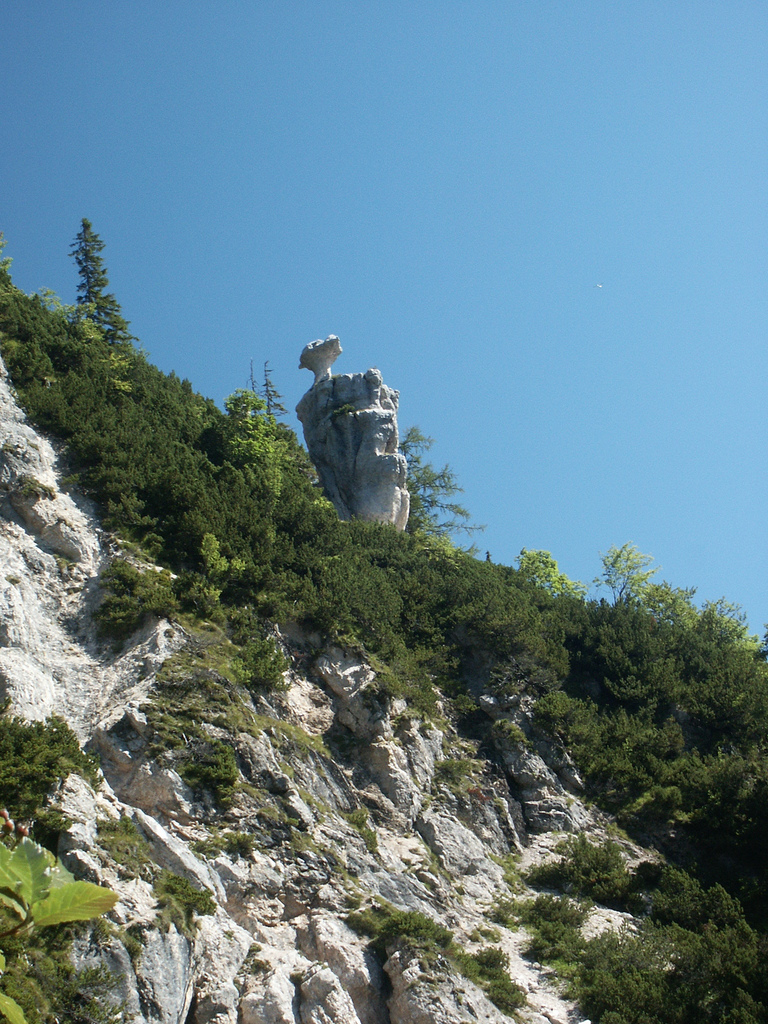
Die Steinerne Agnes, Position am Hang
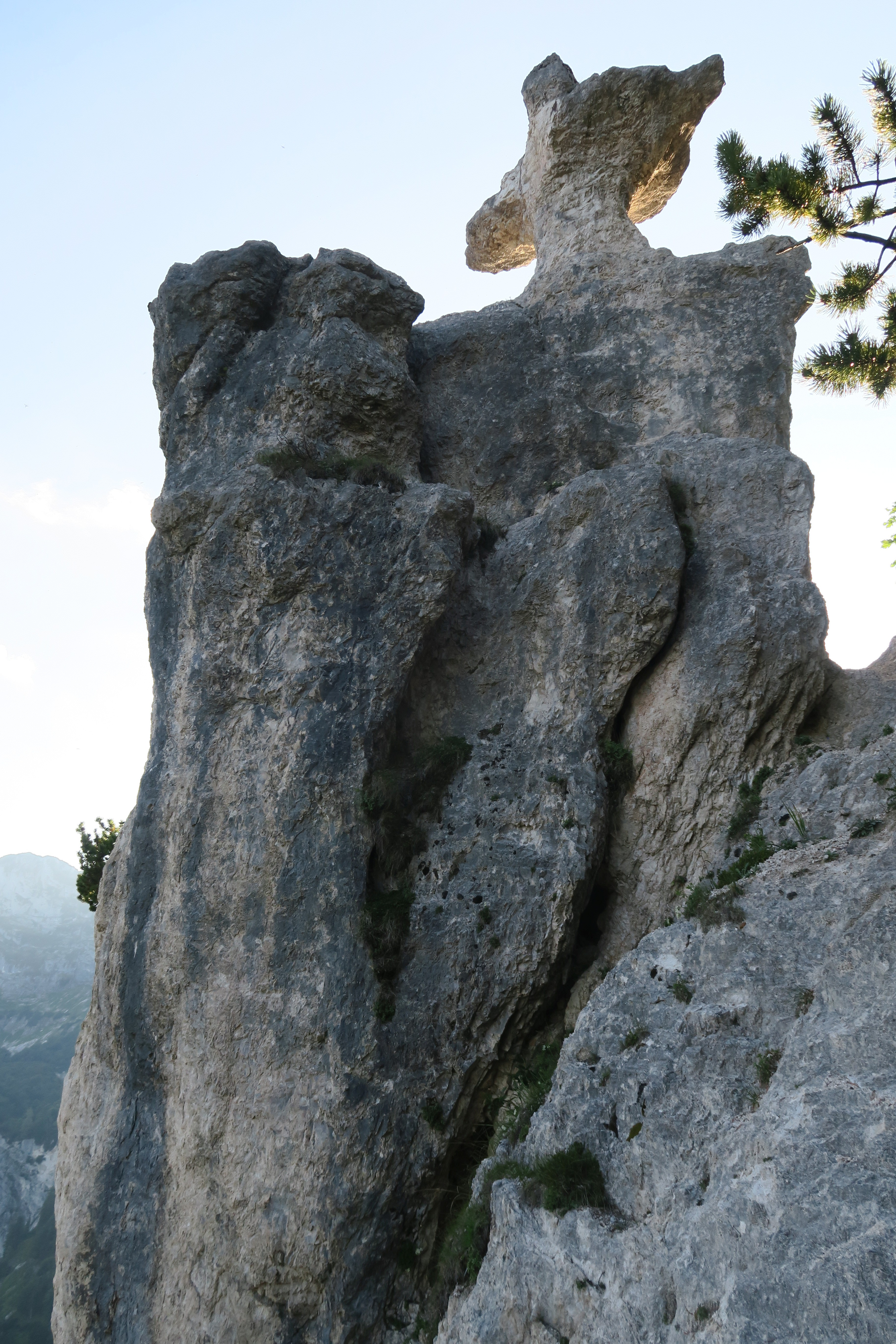
Steinerne Agnes, gesehen von Osten
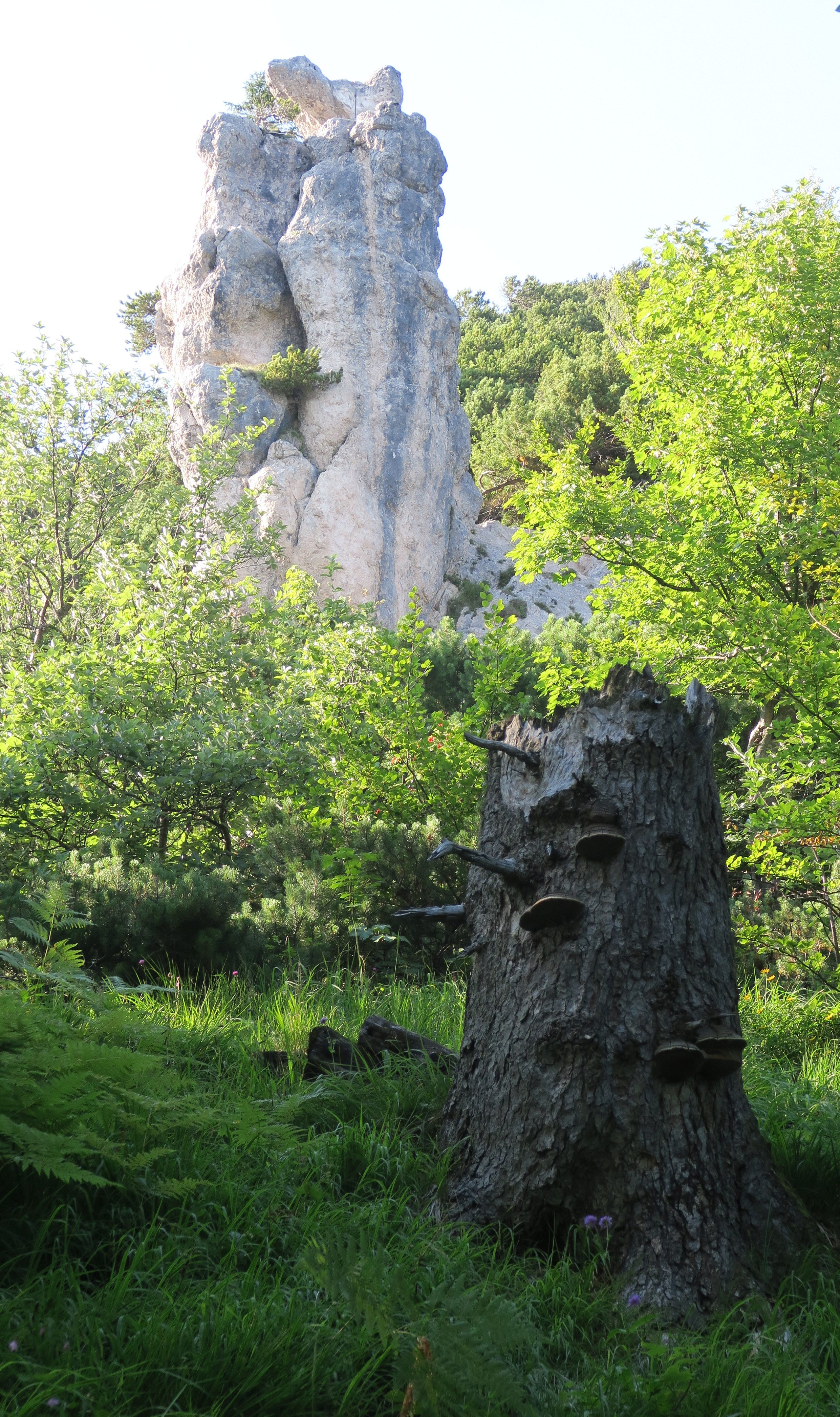
Steinerne Agnes, Talseite (Süd)
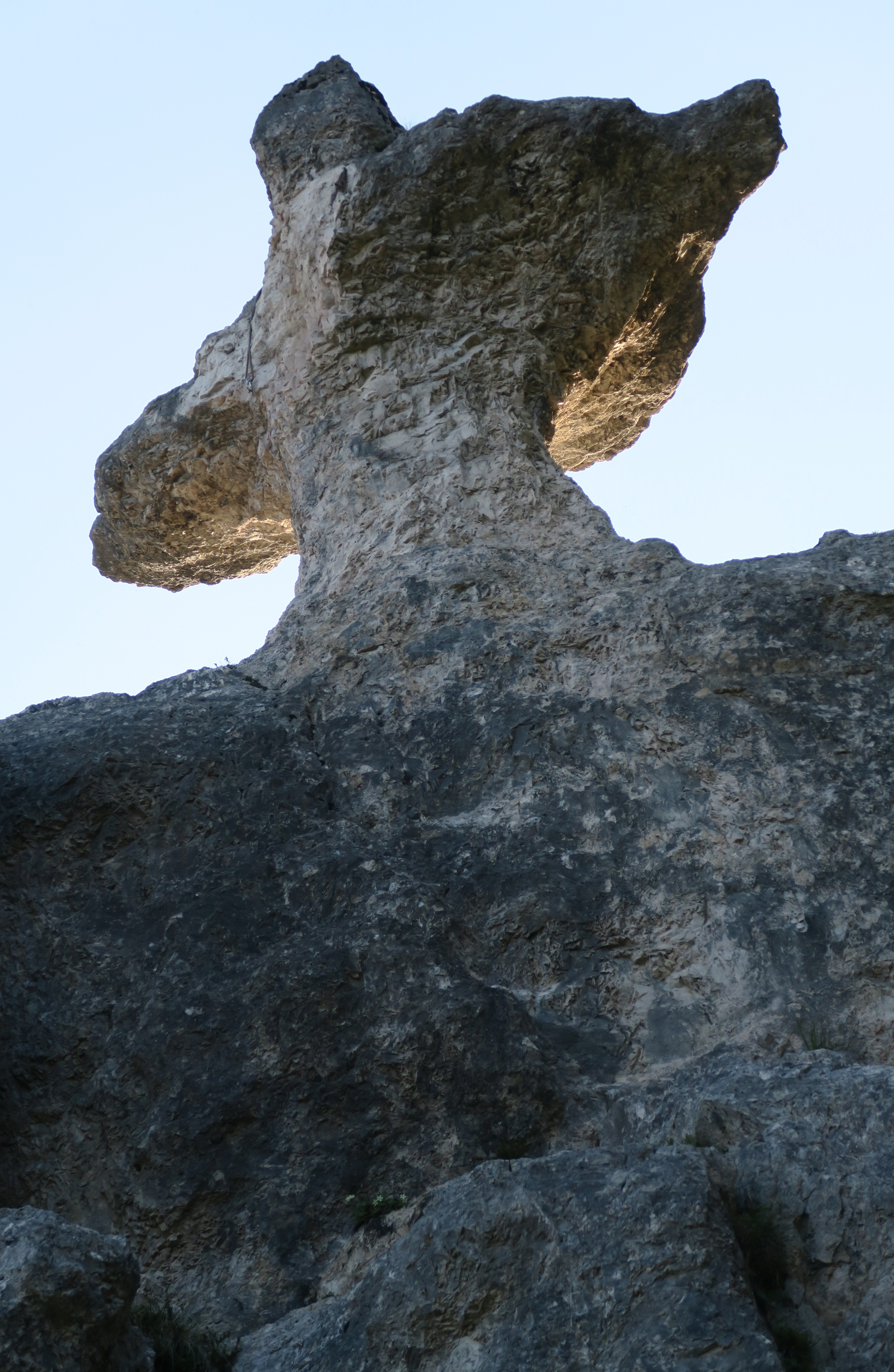
Steinerne Agnes: „Kopf“ und „Hut“
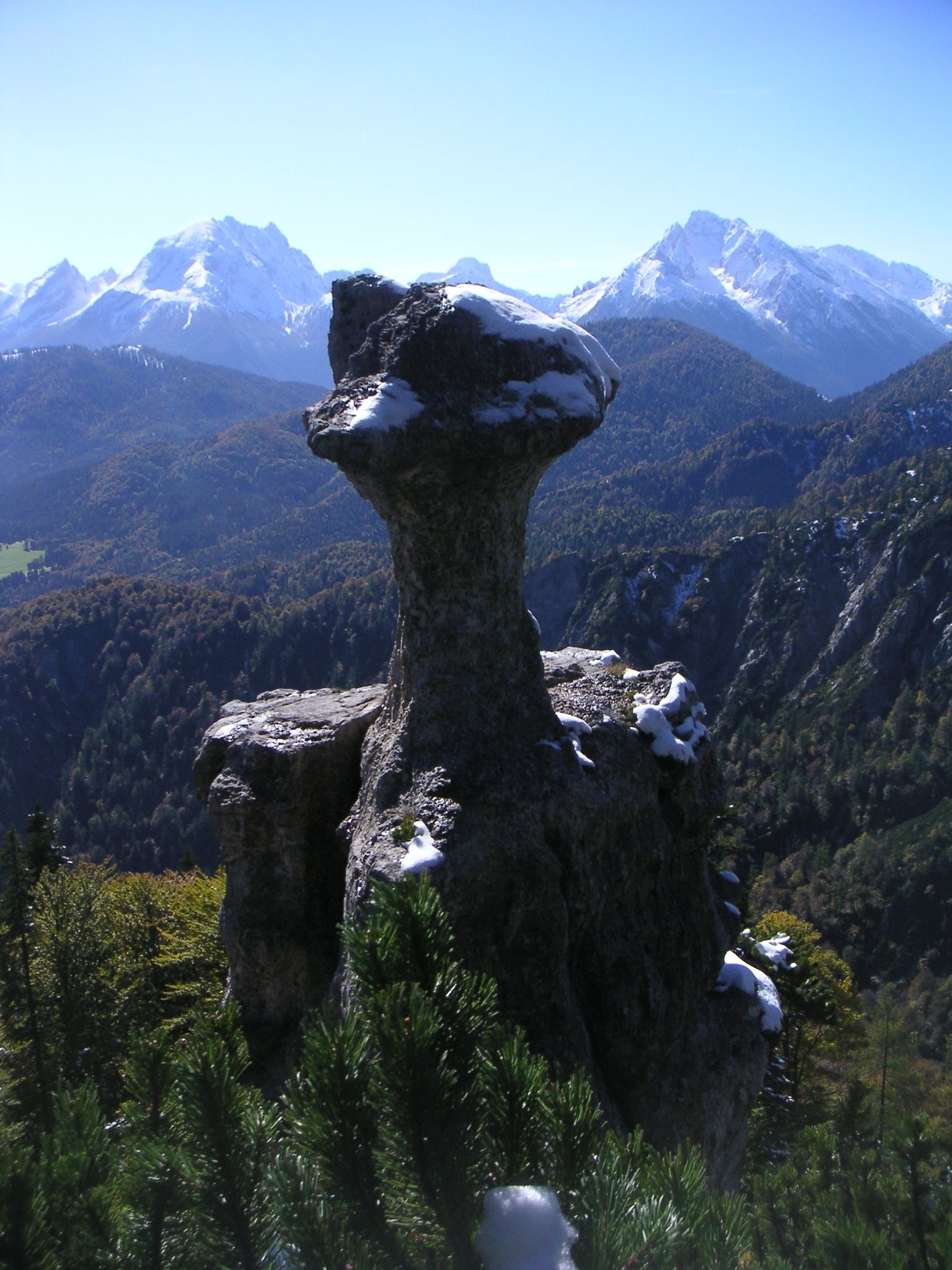
Steinerne Agnes mit Schnee

## Besteigung
Zur Steinernen Agnes führen vier Steige aus dem Tal zwischen Bad Reichenhall und Bischofswiesen empor: einer vom Parkplatz südlich des Hallthurms über den Rotofensattel, ein zweiter vom Schwarzenlehen, der dritte vom Bichllehen nahe der Deponie Winkl, der vierte und längste aus dem Frechenbachtal, über die Osthänge des Lattengebirges und am Steinbergsee vorbei. Von der Steinernen Agnes führt ein Wanderweg weiter zum Dreisesselberg und zum Karkopf.
Die Besteigung des Felsens weist den Schwierigkeitsgrad V (UIAA) auf. Erstmals wurde die Steinerne Agnes 1929 von M. Hartmann und M. Bode erklettert. Die Erläuterungstafel fünf Minuten unterhalb des Felsturm verweist auf den „freiwilligen Geotopschutz“ und ruft Kletterer zum Verzicht auf die Besteigung auf, Beschädigung der Formation durch Schlagen von Haken o. ä. ist jedenfalls nicht erlaubt.
Bergseitig befindet sich ein vom Weg darunter nicht ganz einfach zu erreichender kleiner Rastplatz inmitten der Latschen, von dem man den besten Blick auf die Steinerne Agnes und den weit südlich liegenden Watzmann hat.

## Namensgebung
Der Name verdankt sich dem ungewöhnlichen Aussehen des Felskopfes und wird durch zwei ätiologische Sagen erklärt. Nach der einen handelt es sich bei der Steinernen Agnes um eine versteinerte, gottesfürchtige und keusche Sennerin. Um sie vor den Nachstellungen des Teufels zu schützen, wurde sie in Stein verwandelt. Nach anderer Überlieferung war sie ganz im Gegenteil eine Dirne, die ihr eigenes uneheliches Kind tötete und dafür versteinert wurde.

## Geotop
Der Felsturm ist vom Bayerischen Landesamt für Umwelt als wertvolles Geotop (Geotop-Nummer: 172R012) und Naturdenkmal ausgewiesen.
Im Jahr 2006 erfolgte die Aufnahme der Steinernen Agnes in die Liste der 77 ausgezeichneten Nationalen Geotope Deutschlands.
Die Felsformation wurde außerdem vom Bayerischen Landesamt für Umwelt mit dem offiziellen Gütesiegel „Bayerns schönste Geotope“ ausgezeichnet.

## Sonstiges
Südlich und östlich der Steinernen Agnes befand sich die heute aufgelassene Rotofenalm (Hinterrotofen-Alm und Vorderrotofen-Alm), von der nur noch die rund 100 Meter südlich der Steinernen Agnes liegende Rotofenalm-Diensthütte besteht.
Eine weitere ins Auge fallende Formation, allerdings größerer Dimension, in dem Gebiet ist die im Volksmund sogenannte Schlafende Hexe (mit der sogenannten  Montgelas-Nase), die am Ostende des Lattengebirges liegt und sich aus der Zusammenschau mehrerer Nebengipfel des Bergzuges ergibt.